# Silver Bullet (automobile)
Pour les articles homonymes, voir Silver Bullet.

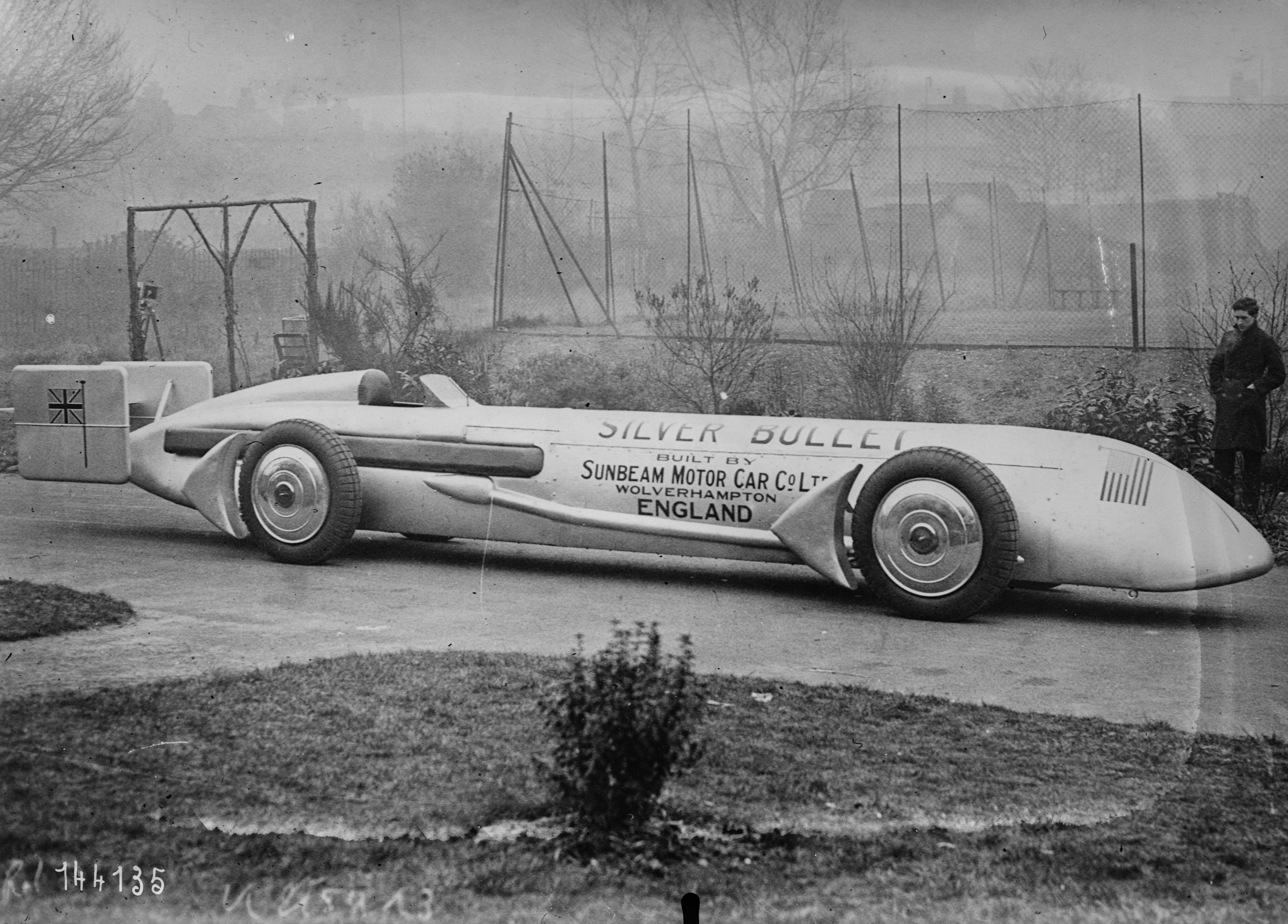
La Silver bullet en 1930.

La Sunbeam Silver Bullet a été la dernière tentative de records de vitesse sur terre effectuée par Sunbeam de Wolverhampton. Elle a été construite en 1929 pour Kaye Don. Alimentée par deux moteurs suralimentés de 24 litres chacun, elle avait l'air impressionnant, mais a échoué à atteindre des records.